# Hans-Joachim Rüscher
Hans-Joachim Rüscher (* 1. Juli 1928 in Halle (Saale); † 16. Januar 2015) war ein deutscher Partei- und Wirtschaftsfunktionär (SED) in der DDR.

## Leben
Rüscher, Sohn eines Arbeiters, begann nach dem Besuch der Volksschule eine kaufmännische Lehre bei der Firma Krause in Halle. 1944 wurde er von der Wehrmacht eingezogen und nahm in der Folge am Zweiten Weltkrieg teil. Von Mai bis Oktober 1945 befand er sich in sowjetischer Kriegsgefangenschaft.
Nach seiner Rückkehr aus der Gefangenschaft beendete er seine Lehre und arbeitete bis 1948 als kaufmännischer Angestellter beim Konsum in Halle. Nach einer Umschulung 1949 war er bis 1954 als Dreher beim VEB Kühler- und Gerätebau Halle tätig. Rüscher trat 1947 der Freien Deutschen Jugend und 1951 der Sozialistischen Einheitspartei Deutschlands (SED) bei. Von 1954 bis 1957 war er zunächst Instrukteur und dann Abteilungsleiter der SED-Stadtleitung Halle. Von 1957 bis 1958 absolvierte er ein Studium an der Bezirksparteischule Ballenstedt und war danach bis 1960 Instrukteur der SED-Bezirksleitung Halle.
Im Jahr 1960 begann seine sechsundzwanzigjährige Tätigkeit im Apparat des ZK der SED. Bis 1964 fungierte er als Instrukteur der Abteilung Parteiorgane des Zentralkomitees der SED. Zwischen 1961 und 1968 absolvierte er ein Fernstudium an der Parteihochschule „Karl Marx“, das er als Diplom-Gesellschaftswissenschaftler abschloss. 1964 war er Leiter der Abteilung Parteiorgane und 1965/66 Leiter der Arbeitsgruppe Bezirks-Wirtschaftsräte beim Büro für Industrie- und Bauwesen des Politbüros des ZK der SED. Von 1966 bis 1972 war Rüscher stellvertretender Leiter und von November 1972 bis 1986 – als Nachfolger des zum Minister aufgestiegenen Gerhard Briksa – Leiter der Abteilung Leicht-, Lebensmittel- und bezirksgeleitete Industrie beim ZK der SED. 1986 ging er vorzeitig in Rente und lebte in Berlin.
Rüscher starb nach langer schwerer Krankheit im Alter von 86 Jahren.

## Auszeichnungen
- Vaterländischer Verdienstorden in Bronze (1971), in Silber (1974) und in Gold (1984)
- Ehrenspange zum Vaterländischen Verdienstorden in Gold (1988)
- Fritz-Heckert-Medaille in Silber (1977)
- Ehrentitel „Verdienter Werktätiger der Leicht-, Lebensmittel- und Nahrungsgüterindustrie der Deutschen Demokratischen Republik“ (1977)
- Orden „Banner der Arbeit“ Stufe I (1978)